# Paszków

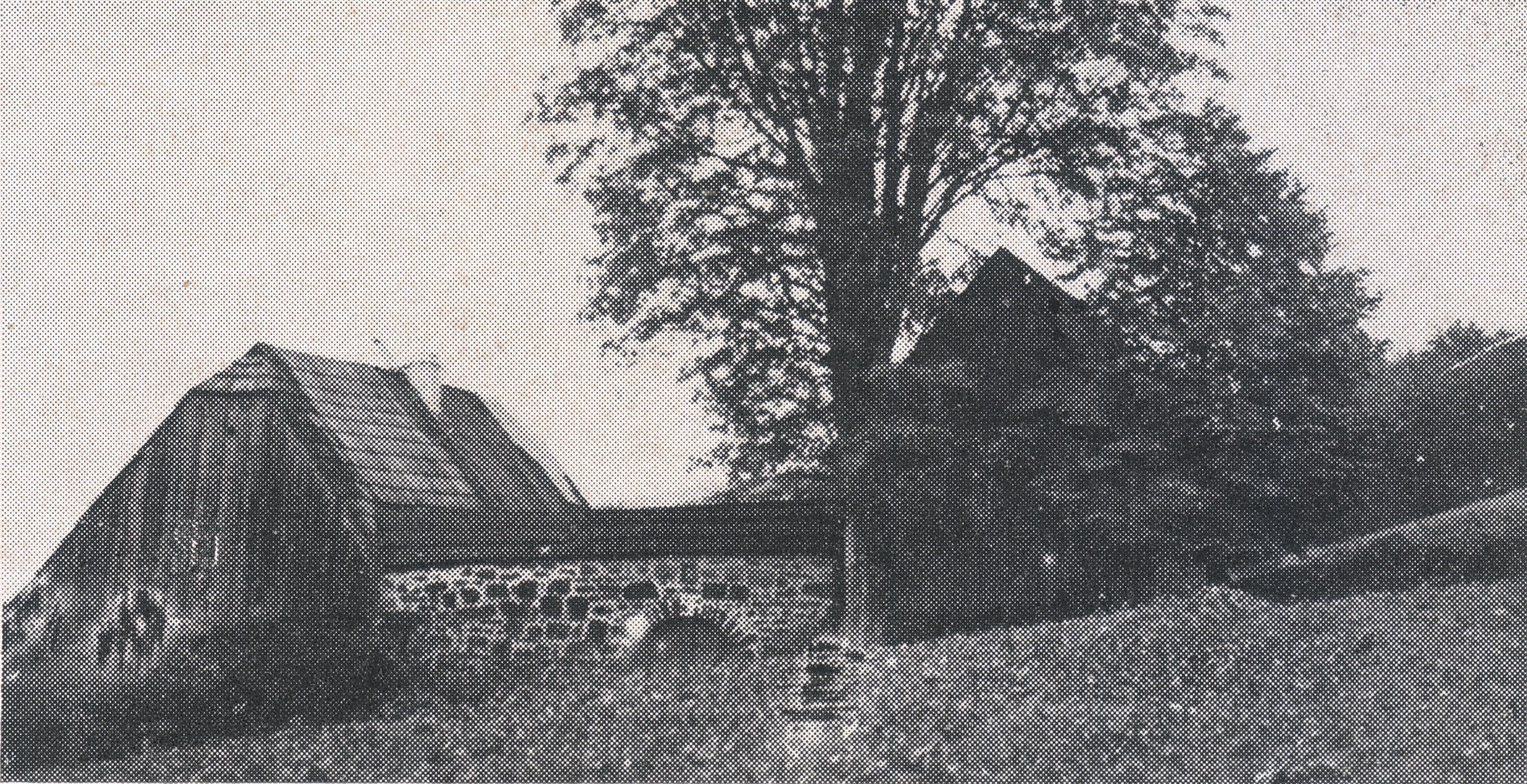
Hof Steinhübel in Pohldorf (undatiert)

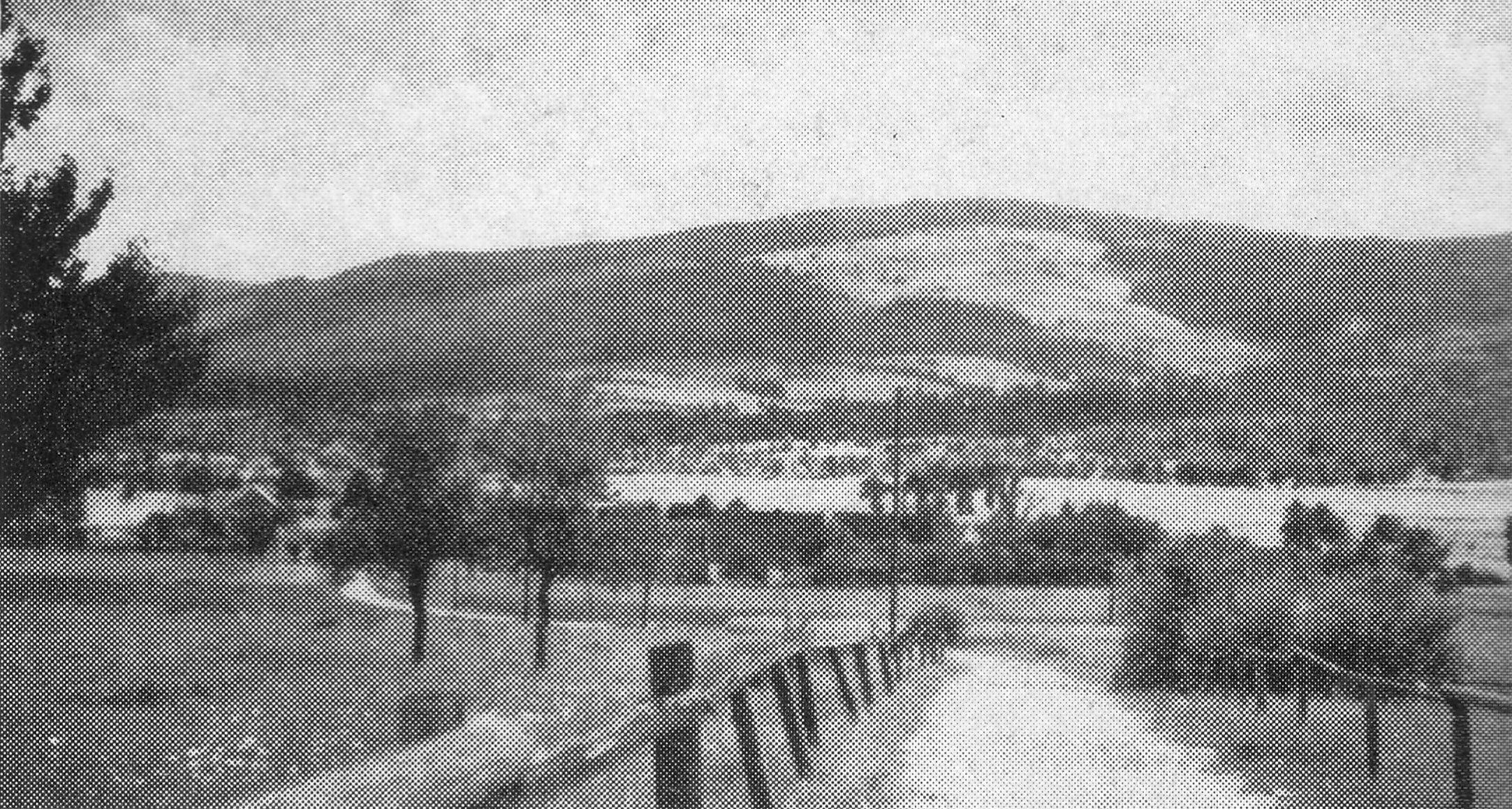
Historische Ansicht

Paszków (deutsch: Pohldorf) ist ein Ort in der Stadt- und Landgemeinde Bystrzyca Kłodzka im Powiat Kłodzki in der Woiwodschaft Niederschlesien in Polen. Es liegt elf Kilometer nordwestlich von Bystrzyca Kłodzka (Habelschwerdt).

## Geographie
Paszków liegt am Osthang des Habelschwerdter Gebirges. Es wird über eine Stichstraße erreicht, die bei Starkówek von der Woiwodschaftsstraße 388 abzweigt und hinter Paszków endet. Nachbarorte sind Starkówek (Neu Batzdorf) im Norden, Starków (Alt Batzdorf) im Nordosten, Nowa Łomnica (Neu Lomnitz) im Osten, Szczawina (Neu Brunn) und Huta (Hüttenguth) im Südosten, Kostera (Rinneberg) sowie Pokrzywno (Nesselgrund) im Nordwesten. Südlich erhebt sich die 898 m hohe Große Kapuzinerplatte (polnisch Łomnicka Rownia).

## Geschichte
Pohldorf wurde vor der Mitte des 16. Jahrhunderts als ein weitläufig besiedeltes Bergdorf gegründet. Um 1530 ist ein Freirichtergut belegt. Es gehörte zum Habelschwerdter Distrikt in der Grafschaft Glatz, mit der es die Geschichte seiner politischen und kirchlichen Zugehörigkeit teilte. 
Nach dem Ersten Schlesischen Krieg 1742 und endgültig mit dem Hubertusburger Frieden 1763 fiel es zusammen mit der Grafschaft Glatz an Preußen. Nach der Neugliederung Preußens gehörte es ab 1815 zur Provinz Schlesien und war zunächst dem Landkreis Glatz und ab 1818 dem neu geschaffenen Landkreis Habelschwerdt eingegliedert, mit dem es bis 1945 verbunden blieb. Ab 1874 gehörte die Landgemeinde Pohldorf zum Amtsbezirk Nesselgrund. Ab Ende des 19. Jahrhunderts entwickelte sich Pohldorf zu einem beliebten Sommerfrischeort. 1939 wurden 502 Einwohner gezählt.
Als Folge des Zweiten Weltkriegs fiel Pohldorf 1945 wie fast ganz Schlesien an Polen und wurde in Paszków umbenannt. Die deutsche Bevölkerung wurde vertrieben. Die neu angesiedelten Bewohner waren zum Teil Heimatvertriebene aus Ostpolen, das an die Sowjetunion gefallen war. Zahlreiche von ihnen verließen Paszków jedoch in den nächsten Jahrzehnten wieder, so dass die meisten Häuser und Gehöfte dem Verfall preisgegeben wurden. In den 1990er Jahren betrug die Einwohnerzahl rund 15 % der Bewohner von 1939. Seit 1945 gehörte Paszków zum Powiat Bystrzycki (Habelschwerdt), der 1975 aufgelöst wurde. 1975 kam es an die neu gebildete Woiwodschaft Wałbrzych (Waldenburg), die bis 1998 bestand.

## Persönlichkeiten
- Hermann Stehr, Schriftsteller, war 1889–1890 Lehrer in Pohldorf.